# Altgarmssiel
Altgarmssiel ist ein Ortsteil im westlichen Bereich der Gemeinde Wangerland im Landkreis Friesland im Norden von Niedersachsen. 

## Lage
Der Ort liegt im Einmündungsbereich der Landesstraße L 809 (von Hohenkirchen kommend) in die Landesstraße L 808 (von Jever nach Carolinensiel). Die Nordsee ist sechs Kilometer in nördlicher Richtung  entfernt. Durch den Ort verläuft das Tettenser Tief.

## Geschichte
Altgarmssiel ist ein alter Sielort in der Harlebucht. Die erste urkundliche Erwähnung als Germsersyhl ist auf 1535 datiert. Für 1625 ist ein Krughaus bezeugt. Im Zuge der Verlandung der Harlebucht mussten Hafen- und Sielfunktion 1640 an das  Neue Garmser Siel abgegeben werden. Entscheidend verbesserte sich die verkehrliche Erreichbarkeit von Altgarmssiel, als in der zweiten Hälfte des 19. Jahrhunderts die Amtsverbandchaussee Jever-Carolinensiel gebaut wurde. Um die Nutznießer der Straße finanziell zu beteiligen, wurde in Altgarmssiel von 1884 bis 1900 Wegegeld erhoben.